# Łeninśke (obwód chersoński)
Łeninśke (ukr. Ленінське) – osiedle na Ukrainie, w obwodzie chersońskim, w rejonie berysławskim. W 2001 liczyło 10 mieszkańców.